# بابيلونيان كاسل
بابيلونيان كاسل (بالإنجليزية: Babylonian Castle)‏ هي سلسلة ألعاب فيديو يابانية من تطوير بانداي نامكو إنترتينمنت. طرحت أول لعبة لها في سنة 1984 باسم برج دراوغا وفي سنة 1986 طرحت لعبة ذا ريتورن أوف إيشتار وفي سنة 1988 طرحت لعبة ذا كيست أوف كي. قصة اللعبة مبنية على الأساطير البابلية والسومرية وعلى ملحمة جلجامش. تم إنتاج أنمي لهذه السلسلة وهو أنمي برج درواغا.